# Setralit
Setralit® je obchodní značka textilních vláken vyrobených speciální úpravou z rostlinných surovin. 
Tuto technologii poprvé úspěšně použil francouzský (alsaský) inženýr Jean-Léon Spehner v roce 1989, dále ji rozvíjela německá firma ECCO Gleittechnik GmbH. V roce 2018 vyrábí Setralit výlučně německá firma Ecco. Název „Setralit“ je odvozen z názvu francouzské firmy Setral S.à.r.l., dceřiné společnosti firmy ECCO, kde v té době Spehner pracoval. 

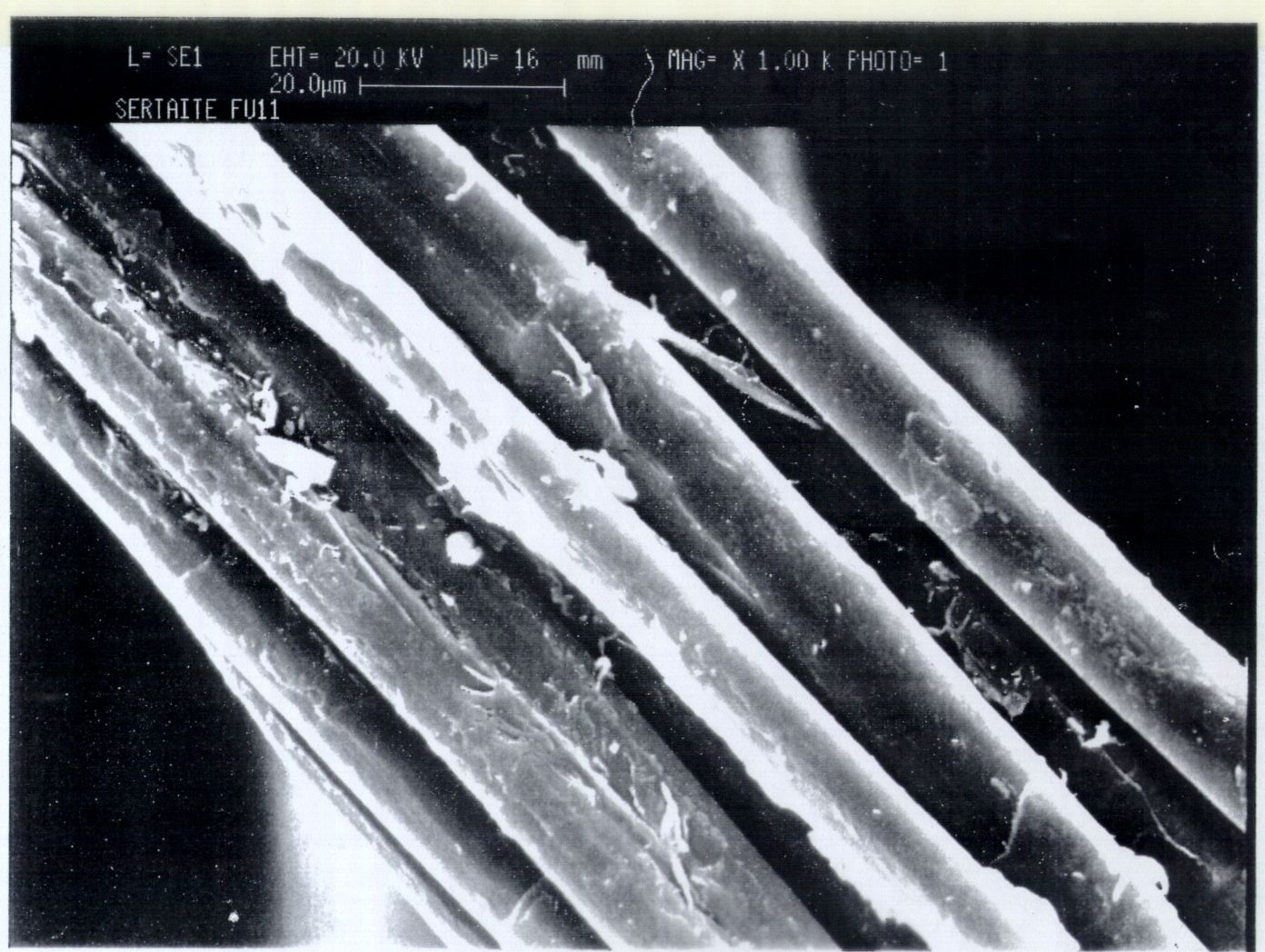
Vlákna lnu rozložená ultrazvukem

Jako surovina se používá především len a konopí. 

## Způsob výroby
Surovina prochází vodnatou lázní za současného působení ultrazvuku (cca 30 sekund), kde se rozkládá na jednotlivá elementární vlákna. Vlákenná masa se potom suší, rozvolňuje a dočišťuje. Touto technologií se dá  (např. oproti zpracování lnu nebo konopí rosením nebo chemickým rozkladem) získat produkt dokonale zbavený všech nečistot a příměsí, při čemž se parametry produktu dají snadno určovat a kontrolovat. 
K výrobě se používá kontinuální zařízení (viz snímek vpravo), které v roce 2014 běželo jako ukázkový agregát s roční kapacitou cca 500 tun. V plánu byla instalace zařízení s kapacitou 10 000 tun.  

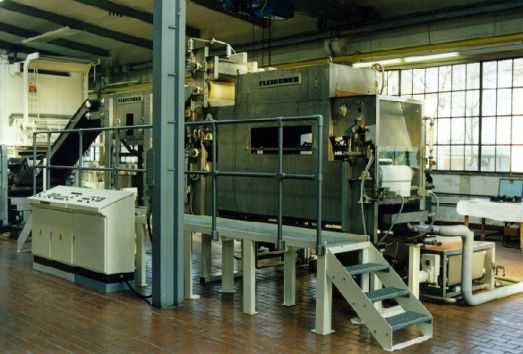
Pilotní zařízení k výrobě Setralitu

## Použití
Pod značkou Setralit se vyrábějí 
- pro textilní účely: vlákna nad 100 mm
- pro vláknové kompozity: délky 0,5 – 10 mm
- pro zpevnění kompozitů: délky pod 1 mm

Běžně se zhotovují také směsi Setralitu s Kevlarem, průmyslovým způsobem se dosud (2014) vyrábějí jen vlákna pro zpevnění kompozitů na brzdová obložení.